# Eli Lieb
Eli Lieb (wym. ˈiːɫaɪ̯ ɫiːb; właśc. Elias Howard Lieb; ur. 11 września 1979 w Fairfield) – amerykański piosenkarz, autor tekstów, producent muzyczny oraz działacz na rzecz środowiska LGBT.

## Życiorys
Urodził się i wychowywał w niewielkim mieście Fairfield w stanie Iowa. Po wyjeździe do Nowego Jorku, zaczął tworzyć teksty piosenek, występować w klubach muzycznych oraz publikować covery popularnych utworów w serwisie YouTube. W 2011 roku ukazał się jego debiutancki, autorski, pop elektroniczny album zatytułowany Eli Lieb– płytę promował singel „Place of Paradise”.
Po śmierci ojca w 2012 roku wrócił do Fairfield. W lipcu 2013 roku opublikował singel „Young Love”, w którym poruszył temat homoseksualnej miłości. Rok później udostępnił za darmo w sieci utwór „Safe in My Hands”, który napisał na potrzeby kampanii przeciwko homofobii, organizowanej pod hasłem #OutHoldingHands. Utwór został wykorzystany w ścieżce dźwiękowej serialu The Fosters, a w 2015 roku zapewnił piosenkarzowi wygranie dwóch statuetek na ceremonii wręczenia Nagród Amerykańskich Producentów Muzycznych w kategoriach Najlepszy utwór w programie oraz Najlepsza oryginalna piosenka. Pod koniec 2014 roku ukazał się utwór „Lightning in a Bottle”, wyprodukowany przez Johna Feldmanna.
W 2018 roku wydał drugi album zatytułowany The Nights We Lived – płytę promowały single „Shangri La” oraz „Next To You”.

## Życie prywatne
Jest zdeklarowanym gejem.

## Dyskografia

### Albumy
| Rok  | Tytuł               |
| ---- | ------------------- |
| 2011 | Eli Lieb            |
| 2018 | The Nights We Lived |

### Single
| Rok  | Tytuł                           |
| ---- | ------------------------------- |
| 2011 | „Place of Paradise”             |
| 2013 | „Young Love”                    |
| 2014 | „Zeppelin”                      |
| 2014 | „Lightning in a Bottle”         |
| 2016 | „Look Away” (feat. Steve Grand) |
| 2017 | „Shangri La”                    |
| 2017 | „Next To You”                   |
| 2021 | „Boys Who Like Boys”            |